# Vrijenhoefsche Veen- en Droogmakerij
De Vrijenhoefsche Veen- en Droogmakerij was een waterschap in de Nederlandse provincie Zuid-Holland, in de gemeente Sluipwijk. Tot 1858 was het een onderdeel van het waterschap Polder Sluipwijk.
Het waterschap was verantwoordelijk voor de vervening, drooglegging en de waterhuishouding in het gebied.